# Salz (Unterfranken)
Salz ist eine Gemeinde im unterfränkischen Landkreis Rhön-Grabfeld. Die Gemeinde ist seit 1978 Mitglied der Verwaltungsgemeinschaft Bad Neustadt an der Saale.

## Geografie
Salz liegt in der Region Main-Rhön. Durch den Ort führt der Fränkische Marienweg.
Es gibt nur die Gemarkung und den Gemeindeteil Salz.

## Geschichte

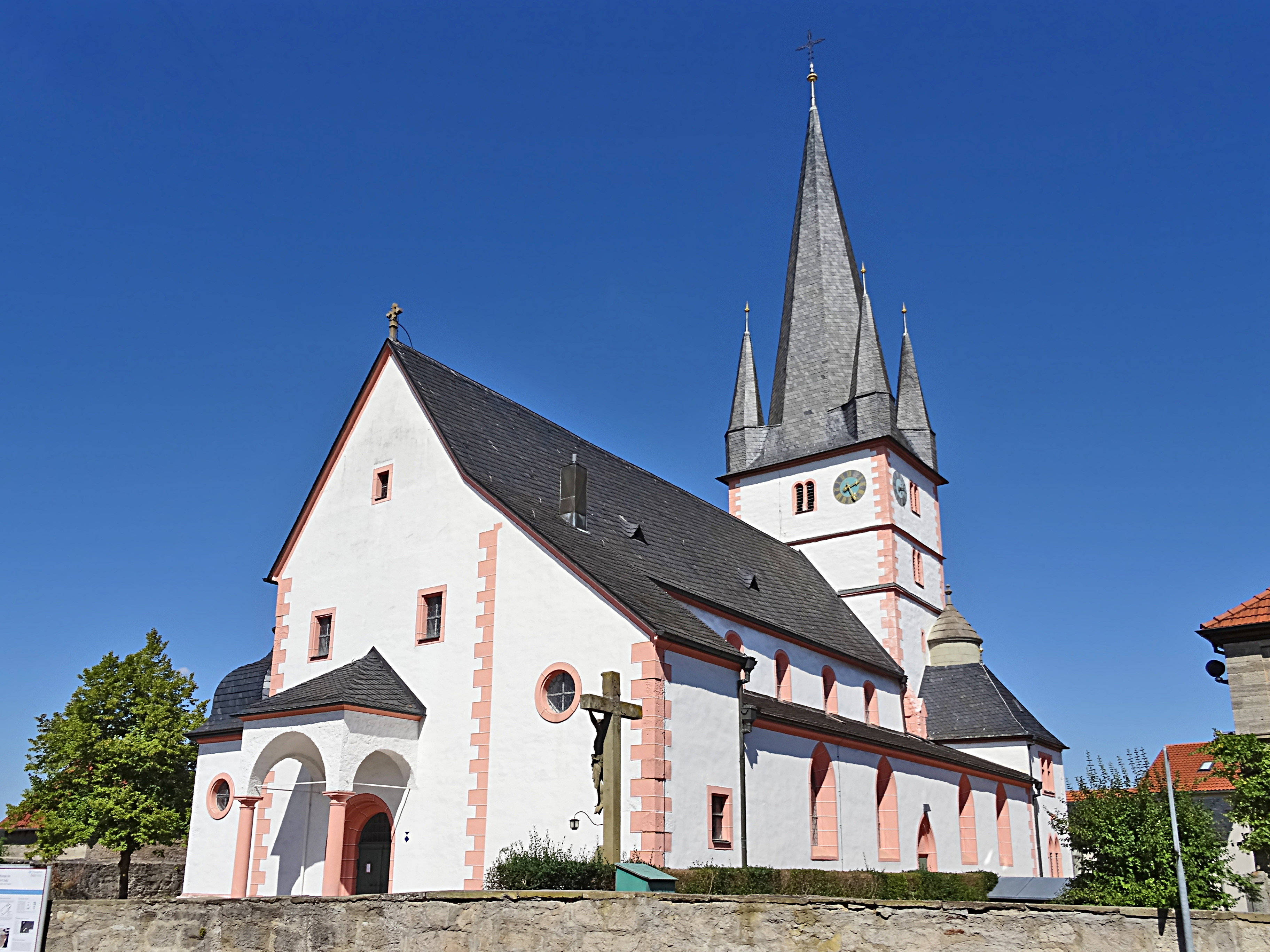
Pfarrkirche Mariä Himmelfahrt in Salz

### Bis zur Gemeindegründung
Salz war fränkisches Königsgut und Sitz einer von fünf Königspfalzen aus der Karolingerzeit, die im Jahre 790 von Karl dem Großen besucht wurde. Es wurde erstmals 752 als „salce“ in einer Schenkungsurkunde von König Pippin erwähnt. Salz kam im Jahr 1000 mit dem Salzgau zum Bistum Würzburg. Das Amt des Hochstifts Würzburg gehörte ab 1500 zum Fränkischen Reichskreis. Es wurde nach der Säkularisation 1803 zugunsten Bayerns und 1805 Erzherzog Ferdinand von Toskana zur Bildung des Großherzogtums Würzburg überlassen und fiel mit diesem im Jahr 1814 endgültig an Bayern. Im Zuge der Verwaltungsreformen entstand mit dem Gemeindeedikt von 1818 die heutige Gemeinde.

### Einwohnerentwicklung
Im Zeitraum 1987 bis 2020 stieg die Einwohnerzahl von 1696 auf 2309 um 613 Einwohner bzw. um 36,1 %.
| Jahr      | 1840 | 1871 | 1900 | 1925 | 1939 | 1950 | 1961 | 1970 | 1987 | 1991 | 1995 | 2000 | 2005 | 2011 | 2015 | 2020 |
| --------- | ---- | ---- | ---- | ---- | ---- | ---- | ---- | ---- | ---- | ---- | ---- | ---- | ---- | ---- | ---- | ---- |
| Einwohner | 549  | 579  | 544  | 580  | 720  | 985  | 1059 | 1242 | 1696 | 1738 | 1812 | 2184 | 2262 | 2273 | 2349 | 2309 |

## Politik

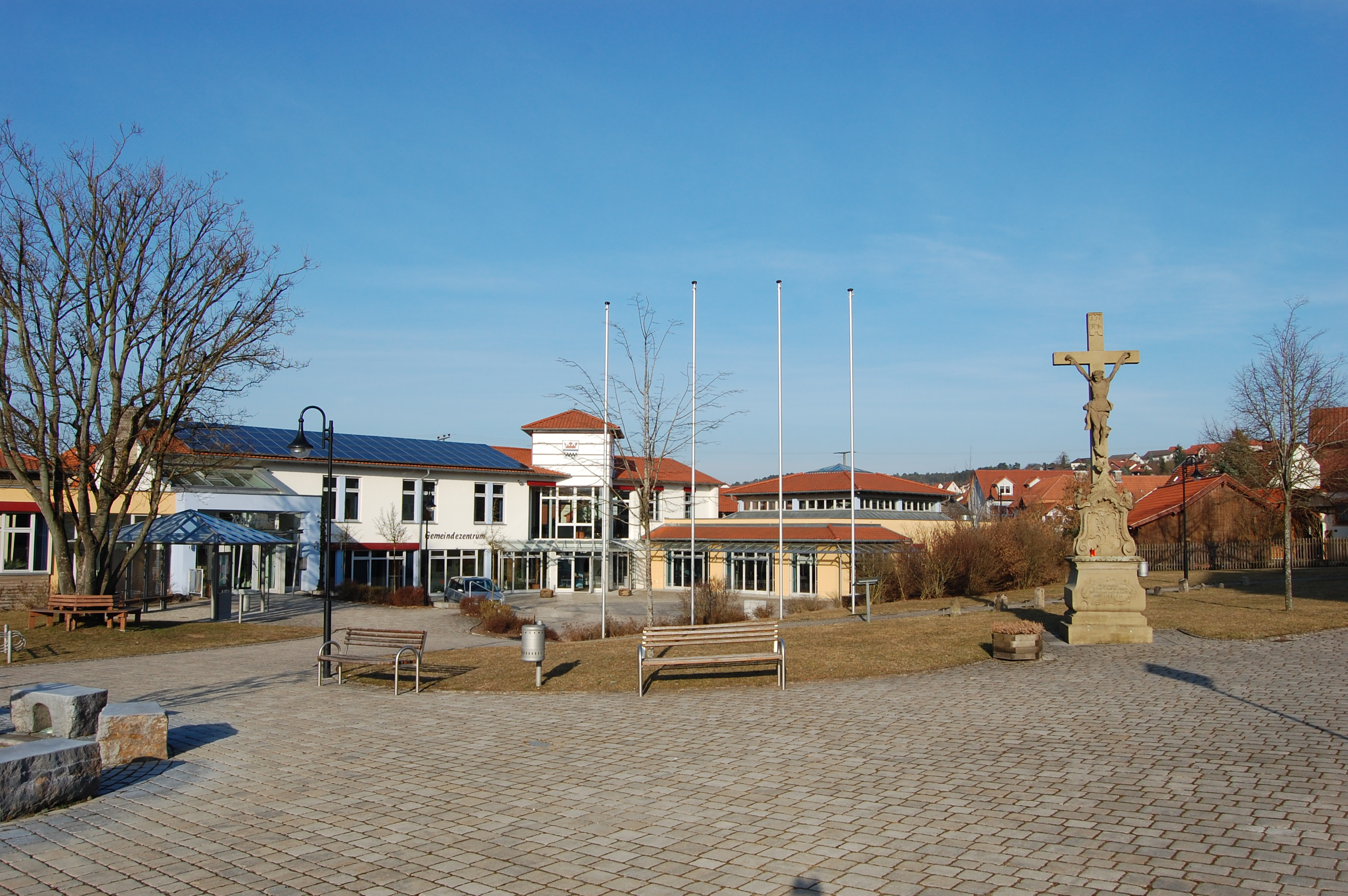
Gemeindezentrum in Salz

### Gemeinderat
Der Gemeinderat hatte nach den Kommunalwahlen 2014 und 2020 jeweils vierzehn Mitglieder, alle über die Liste CSU/UBL gewählt.

### Bürgermeister
Erster Bürgermeister ist Martin Schmitt (CSU/Unabhängige Bürgerliste). Dieser wurde im Jahr 2014 Nachfolger von Bernhard Müller (CSU/Unabhängige Bürgerliste).

## Wappen
|                          | Blasonierung: „In Silber über einem schmalen blauen Wellenbalken eine rote Krone, unten ein schwarzer Zickzackbalken.“ |
| Wappenführung seit 1973. | |

## Baudenkmäler

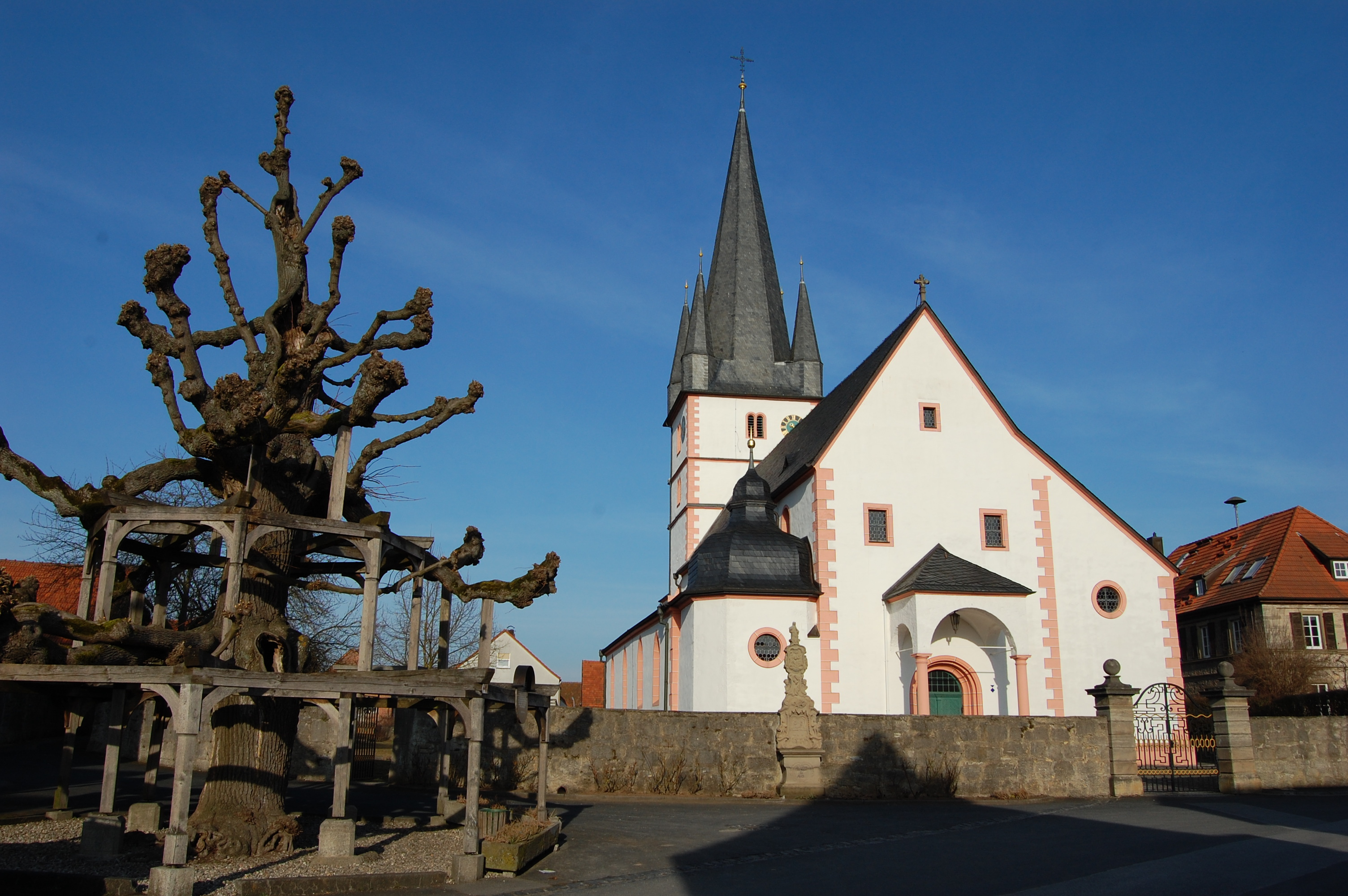
Pfarrkirche Mariä Himmelfahrt mit alter Dorflinde
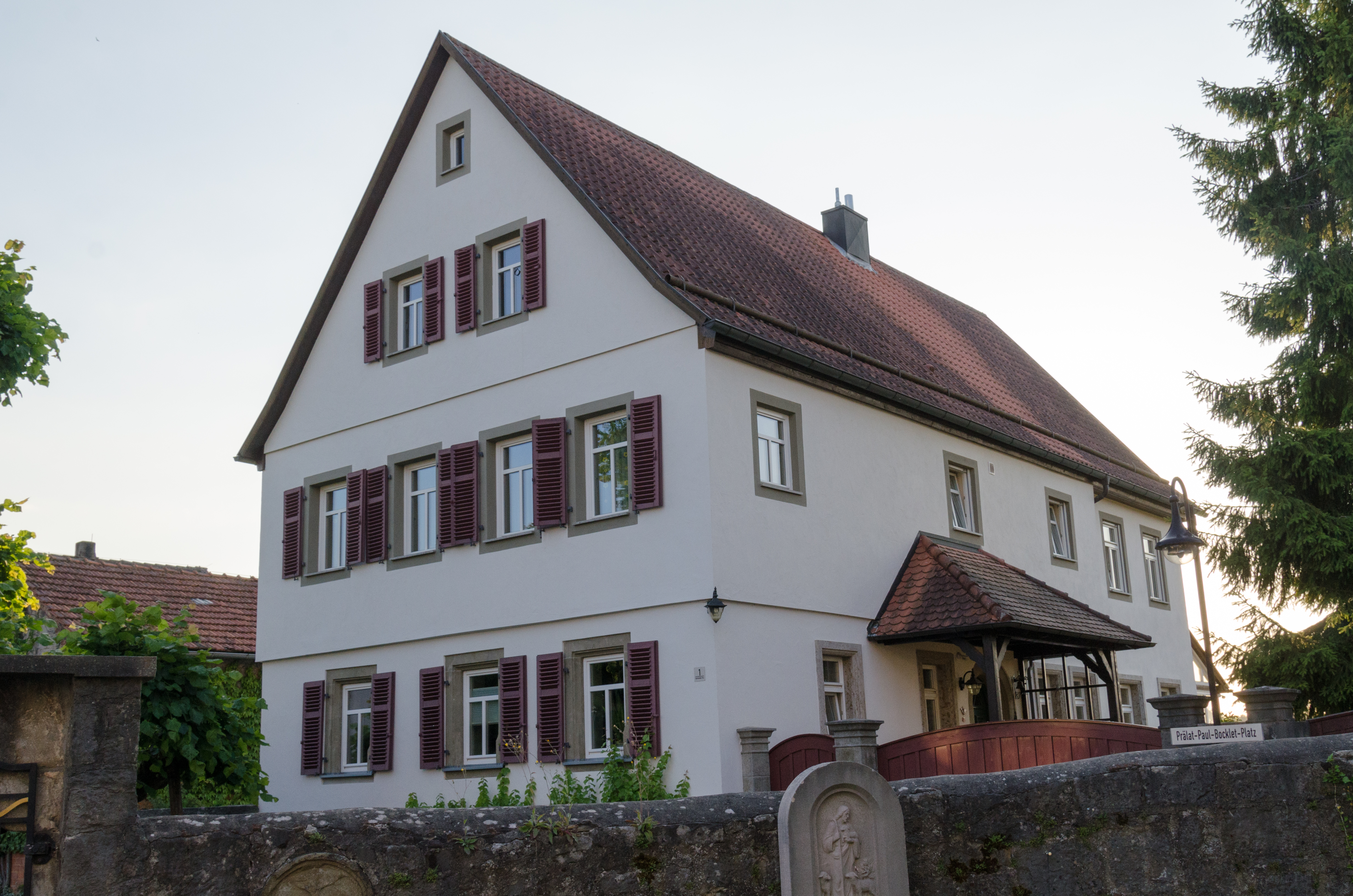
Pfarrhaus

## Museen
- Elsbett-Museum[9]

## Wirtschaft und Infrastruktur

### Wirtschaft einschließlich Land- und Forstwirtschaft
Es gab im Jahr 2020 nach der amtlichen Statistik 1179 sozialversicherungspflichtig Beschäftigte am Arbeitsort. Sozialversicherungspflichtig Beschäftigte am Wohnort gab es insgesamt 964. Im verarbeitenden Gewerbe gab es sechs, im Bauhauptgewerbe drei Betriebe. Zudem bestanden im Jahr 2016 14 landwirtschaftliche Betriebe mit einer landwirtschaftlich genutzten Fläche von 860 ha, davon waren 779 ha Ackerfläche und 81 ha Dauergrünfläche.
Einen Kilometer östlich von Salz liegt der Flugplatz Bad Neustadt/Saale-Grasberg, ein Sonderlandeplatz für Luftfahrzeuge aller Art bis 2000 kg (5700 kg) Höchstabfluggewicht.

### Bildung
Es gibt folgende Einrichtungen (Stand: 2021):
- zwei Kindertageseinrichtungen mit insgesamt 200 genehmigten Plätzen und 176 betreuten Kindern, davon 28 unter drei Jahren
- eine Volksschule mit zehn Lehrern, acht Klassen und 180 Schülern

## Söhne und Töchter der Stadt
- Paul Bocklet (1928–2009), Prälat, Leiter des Kommissariats der Deutschen Bischöfe
- Ludwig Elsbett (1913–2003), Erfinder des Elsbett-Motors
- Karl Straub (1873–1949), Rhönvater